# チャールズ・レノックス (第4代リッチモンド公爵)
第4代リッチモンド公爵チャールズ・レノックス（英語: Charles Lennox, 4th Duke of Richmond,KG PC、1764年12月9日 - 1819年8月28日）は、イギリスの貴族、政治家、イギリス陸軍軍人。

## 生涯
ジョージ・レノックス卿（第2代リッチモンド公爵の次男）とルイーザ・カー（Louisa Kerr、1830年没、第4代ロジアン侯爵の娘）との長男として誕生した。母ルイーザは旅行中に産気づいたため、チャールズは納屋で生まれたという。彼は軍人の道を選び、1787年に23歳の若さでコールドストリーム近衛連隊付大尉の地位を得る。この昇進には首相ウィリアム・ピットの口利きがあったという。

### 二度の決闘

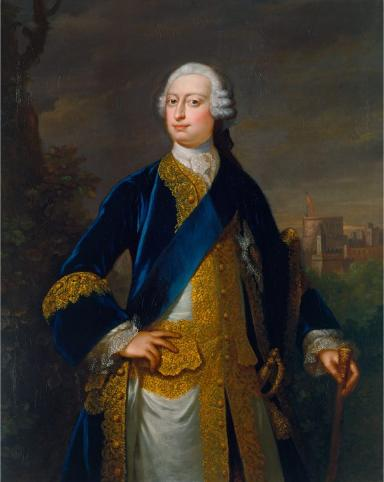
公爵の決闘相手であるヨーク公フレデリック

彼が佐官時代の1788年夏ごろは、時の国王ジョージ3世が健康状態を悪化させて錯乱状態に陥ったことから、摂政法改正が論争となっていた。チャールズはその議論の際に、不行跡著しいプリンス・オブ・ウェールズを徹底的に批判したため、その王弟ヨーク・オールバニ公フレデリックから決闘を挑まれて、1789年5月にウィンブルドンで決闘に及んだ。チャールズの放った弾丸は公爵の髪をかすめたが、ヨーク公は空砲を撃って最早敵意のないことを示したことで両者ともに怪我なく終結している。この余波を受けて、彼はヨーク公が長を務める近衛連隊から第35歩兵連隊付中佐へと転出となった。
同年7月には、詩人セオフィラス・スイフトに自身を非難する手記を発表されたため、スイフトとも決闘に及んでいるその結果、スイフトは負傷したが致命傷ではなかったという。
同年9月にゴードン公爵家令嬢シャーロットと結婚、これがきっかけで彼の孫の代(第6代リッチモンド公爵)に同家の莫大な財産がもたらされることとなる。1795年に大佐に昇進するとともに国王付侍従武官に就任して1798年までその職にあった。翌年にはサセックス選挙区からトーリー党所属の庶民院議員に立候補して当選、自身が公位を継承する1806年まで同職を務めている。なお、議員在職中に中将に昇進している。

### 爵位継承後
1806年に叔父の第3代リッチモンド公爵が生涯未婚のまま死去すると、リッチモンド公爵を継承した。翌年にはアイルランド統監に就任、1813年まで同職を務め上げている。また、公爵は統監在職中の1812年にガーター勲章を叙勲している。
統監職を辞すると、経済的な事情から一族の邸宅グッドウッド・ハウスを離れて、家族をブリュッセルに移住させている。公爵自身はハル警備司令官職を引き受けて、翌年までその職責を全うした。また、1814年には陸軍大将に昇っている。
1815年にエルバ島を脱出し皇帝に復したナポレオンがその余勢を駆ってベルギー方面へと進出した際、公爵は家族とともにベルギーに住んでいたが、その後に起こったワーテルローの戦いに参加することはなかった。ただし、シャーロット公爵夫人は後世に史上最大の形容とともに長く語り継がれたパーティー『公爵夫人主催ウォータールー・ボール』を催している。このパーティーは、ナポレオンを迎え撃つべく出陣するウェリントン将軍とその幕僚を督戦・激励すべく開催したものであった。

### その死

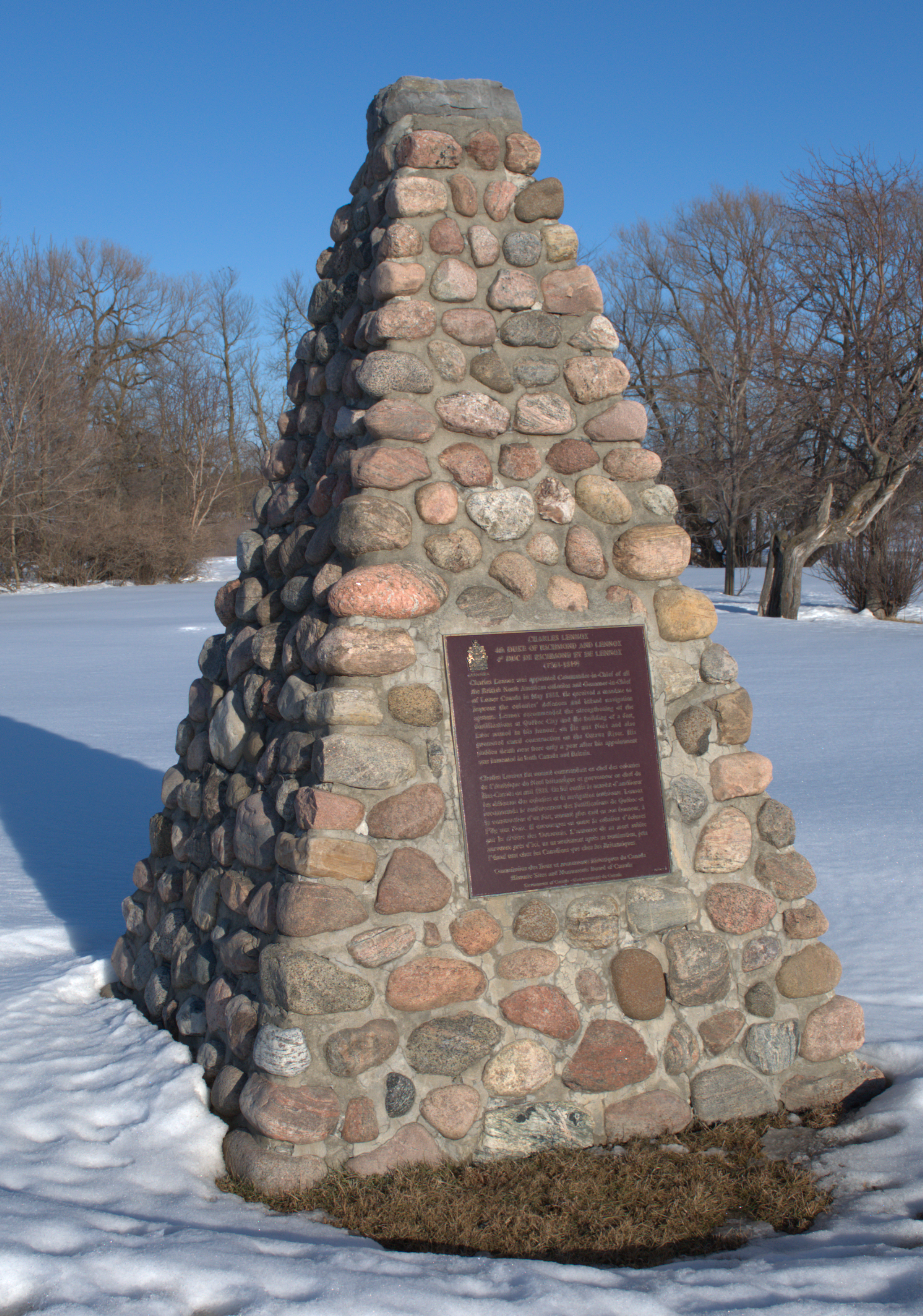
公爵が息を引き取った場所に建立されたケアン。

彼は1818年に英領北アメリカ総督を打診された際にこれを快諾、ブリュッセルの自宅を家族ともども引き払っている。
その翌年には総督としてセント・ローレンス川付近の探索を兼ねた旅行に出掛けたが、この際にキツネに手を噛まれた。一時は怪我が回復したと見られたため、旅行を続行したがほどなく狂犬病を発病、恐水症状が現れた。症状は急速に悪化し、リッチモンド近郊の山小屋で苦しみながら死去した。享年55歳。遺体はケベックに運ばれたのち、市内のホーリー・トリニティ大聖堂に埋葬された 。その活動的かつ気骨ある性格から、周囲はその死をいみじくも惜しんだという。
爵位は長男のチャールズが継承した。

## 人物
クリケットの非常な名手で、メリルボーン・クリケット・クラブの創立メンバーの一人だった。また、彼のクリケットの巧みさは陸軍の連隊内でも評判のものであったという。

## 家族
1789年9月9日にシャーロット・ゴードン（第4代ゴードン公爵アレクサンダー・ゴードンの長女）と結婚して、14人の子供をもうけた。
- 第1子（長女）メアリー・レノックス（1790年8月15日 - 1847年12月7日）サー・チャールズ・フィッツロイ（英語版）と結婚、子供あり。
- 第2子（長男）チャールズ・ゴードン＝レノックス（英語版）（1791年8月3日 - 1860年10月21日）第5代リッチモンド公爵
- 第3子（次男）ジョン・レノックス卿（英語版）（1793年10月3日 - 1873年11月10日） ルイーザ・ロドニーと結婚、子供あり
- 第4子（次女）サラ・レノックス （1794年頃 – 1873年9月8日） ペレグリン・メイトランド（英語版）と結婚。
- 第5子（三女）ジョージアナ・レノックス （1795年9月30日 - 1891年12月15日）第22代ド・ルース男爵（英語版）と結婚、子供あり。
- 第6子（三男）ヘンリー・アダム・レノックス （1797年9月6日 – 1812年）74門艦『ブレイク（英語版）(HMS Blake)』から転落して溺死。
- 第7子（四男）ウィリアム・レノックス（英語版）（1799年9月20日 - 1881年2月18日）二度の結婚をして、後者に子供あり。
- 第8子（四女）ジェーン・レノックス（1800年頃 - 1861年3月27日）ローレンス・ピール（英語版）と結婚、子供あり。
- 第9子（五男）フレデリック・レノックス（1801年1月24日 - 1829年10月25日）
- 第10子（六男）サセックス・レノックス（英語版） （1802年6月11日 - 1874年4月12日）メアリー・ローレスと結婚、子供あり。
- 第11子（六女）ルイーザ・マダレーナ・レノックス（1803年10月2日 - 1900年3月2日）ウィリアム・ティッグと結婚、子供なし。

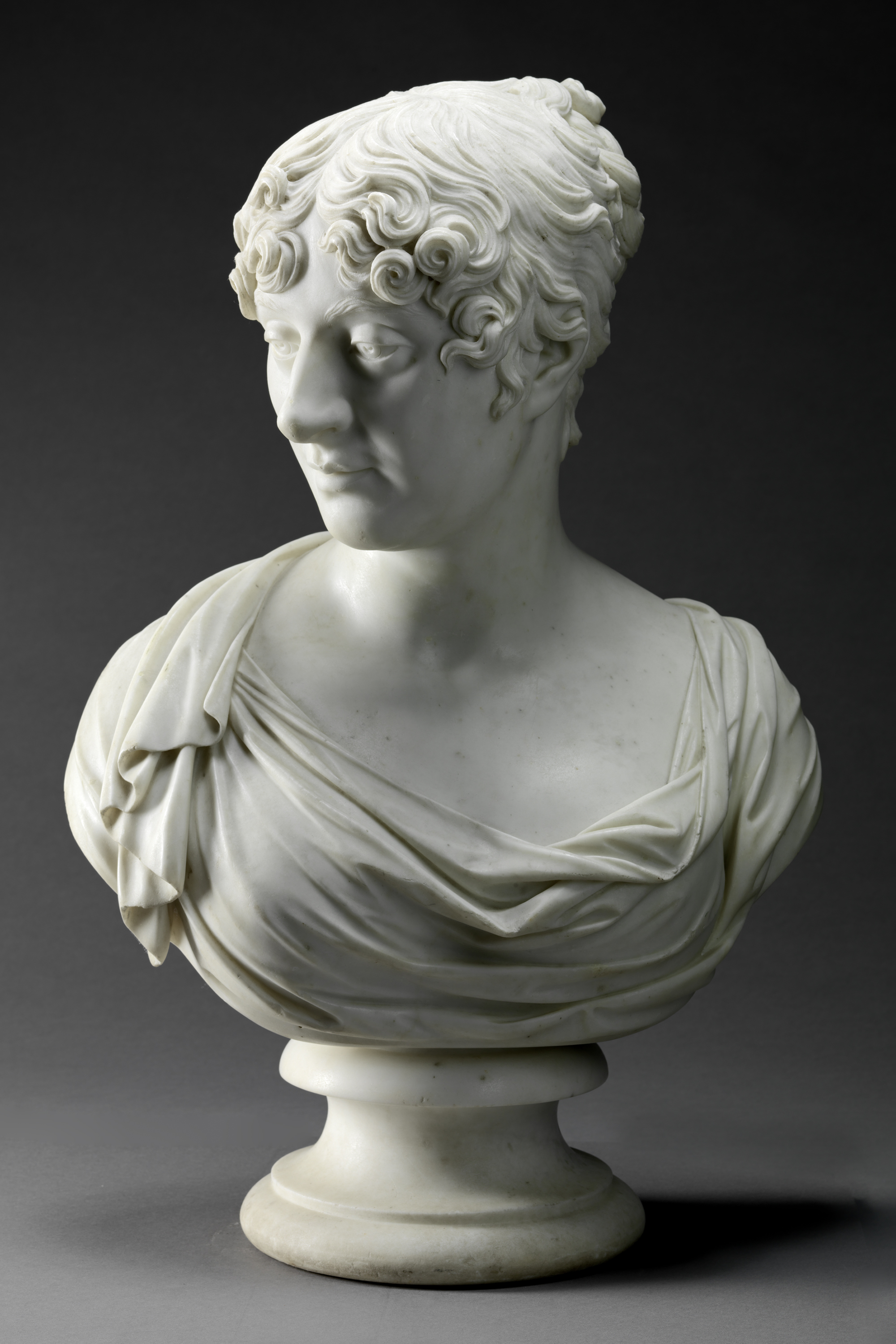
公爵夫人シャーロットの胸像。

- 第12子（七女）シャーロット・レノックス （1804年頃 - 1833年8月20日）初代フィッツハーディング男爵（英語版） と結婚、子供あり。
- 第13子（七男）アーサー・レノックス（英語版）（1806年10月2日 - 1864年1月15日）アデレード・キャンベルと結婚。子供あり。
- 第14子（八女）ソフィア・ジョージアナ・レノックス（1809年7月21日 - 1902年1月17日） トマス・セシル卿（英語版）と結婚、子供なし。

### 註釈
1. ↑  オンタリオ州リッチモンドは文字通り、彼に因んだ地名。

## 参考図書
- Harry Altham, A History of Cricket, Volume 1 (to 1914), George Allen & Unwin, 1962.
- Derek Birley, A Social History of English Cricket, Aurum, 1999.
- Rowland Bowen, Cricket: A History of its Growth and Development, Eyre & Spottiswoode, 1970.
- G. B. Buckley, Fresh Light on 18th Century Cricket, Cotterell, 1935.
- Arthur Haygarth, Scores & Biographies, Volume 1 (1744–1826), Lillywhite, 1862.
- Millingen (1841). The History of Duelling. 2. London: Richard Bentley
- J. G. Millingen,, Volume 2, London: , 1841.
- John Nyren, The Cricketers of my Time (ed. Ashley Mote), Robson, 1998.
- David Underdown, Start of Play, Allen Lane, 2000.
- H. T. Waghorn, The Dawn of Cricket, Electric Press, 1906.
- Bill Wasik and Monica Murphy, Rabid: A Cultural History of the World's Most Diabolical Virus, Penguin Group, 2012
- Eric Arthur, Toronto, No Mean City (Third Edition, rev. and ed. Stephen A. Otto), University of Toronto Press, 1986.
- Lord's 1787–1945 by Sir Pelham Warner ISBN 1-85145-112-9.
- Woods, Shirley E. Jr. Ottawa: The Capital of Canada, Toronto: Doubleday Canada, 1980. ISBN 0-385-14722-8.